# ترب‌شیر (سرده)
ترب‌شیر (نام علمی: Leontice) نام یک سرده از تیره زرشکیان است.